# أفريكاندا (مورمانسك)
أفريكاندا (بالروسية: Африканда) هي مدينة في مقاطعة مورمانسك أوبلاست في روسيا.